# Имнаха (Орегон)
Имнаха (англ. Imnaha) — невключённая территория, расположенная в округе Уаллауа штата Орегон, США. Расположена у слияния ручья Биг-Шип-Крик и реки Имнаха примерно в 48 км к востоку от Джозефа, с которым она соединена автодорогой штата Орегон № 350. Имнаха является самым восточным населённым пунктом Орегона. Его высота составляет 603 м над уровнем моря.

## Название
Имя Имнаха означает «земля, управляемая Имной». Имна был местным вождём индейского племени. 

## История

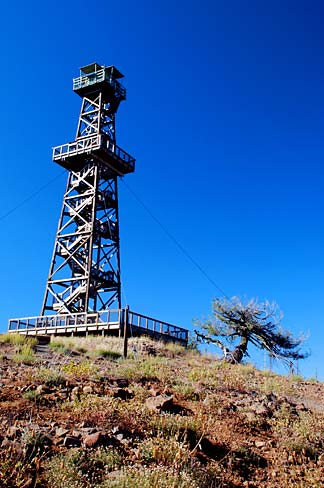
Смотровая площадка Хат-Пойнт

Почтовое отделение в Имнахе открылось 4 января 1885 года. Город был основан в 1902 году. Имнаха известна как путь к живописной смотровой площадке Хат-Пойнт в каньоне Хеллс на реке Снейк.

## Климат
Этот климатический регион характеризуется тёплым (не не жарким) и сухим летом. Согласно системе классификации климата Кёппена, в Имнахе средиземноморский климат с тёплым летом.

## Известные жители
Известный американский актёр немого кино Юджин Паллетт (1889—1954), убеждённый в том, что атомные бомбы могут «взорвать мир», основал в 1946 году в окрестностях Имнахи «горную крепость» на ранчо площадью 14 км² как укрытие от мировой ядерной катастрофы. Его «крепость» была снабжена значительным стадом породистого скота, огромными запасами продовольствия и имела собственный консервный и лесопильный заводы. Однако через два года, когда ожидаемая катастрофа не произошла, Паллетт в 1948-1949 годах постепенно избавился от ранчо и вернулся в Лос-Анджелес.